# 岩田坂駅
岩田坂駅（いわたざかえき）は、岐阜県岐阜市岩田にあった名古屋鉄道美濃町線の駅。

## 歴史
1957年（昭和32年）に開業した新しい駅である。2005年（平成17年）4月1日をもって、美濃町線とともに廃止された。
- 1957年（昭和32年）8月11日 - 名古屋鉄道美濃町線の駅として開業[3]。
- 日時不明 - 無人化[4]。
- 2005年（平成17年）4月1日 - 美濃町線の廃止に伴い廃駅[5]。

## 駅構造
国道156号に沿う専用軌道の北側に、1面1線の単式ホームを持っていた。岐阜市北東部の丘陵地帯を越える峠の頂点に位置し、簡単な屋根の付いたベンチがあるのみの駅であった。
2023年時点、ホームの一部、及び駅北側の法面に設置されていた階段が残っている。

### 配線図
| ← 徹明町方面 | 岩田坂駅 構内配線略図 | → 新関方面 |
| 凡例 出典:   |                       |            |

## 利用状況
- 『名古屋鉄道百年史』によると1992年度当時の1日平均乗降人員は425人であり、この値は岐阜市内線均一運賃区間内各駅（岐阜市内線・田神線・美濃町線徹明町駅 - 琴塚駅間）を除く名鉄全駅（342駅）中282位、 美濃町線日野橋 - 美濃間（14駅）中6位であった[1]。

## 駅周辺
- 岐阜岩田坂郵便局

## 隣の駅
名古屋鉄道
美濃町線
日野橋駅 - 岩田坂駅 - 岩田駅